# Umwelterklärung
Umwelterklärungen sollen in kurzer Form das Umweltmanagementsystem eines Unternehmens nach außen hin darstellen sowie Kennzahlen und Umweltziele für selbiges offenlegen. Dabei soll auch eine Beurteilung über Auswirkungen auf die Umwelt abgegeben werden. Verbindlich vorgeschrieben ist eine Umwelterklärung als Teil des in der EG-Öko-Audit-Verordnung (EMAS-Verordnung) festgelegten Umweltaudit-Systems.

## Entstehung
Die Erklärung wird von privaten (z. B. Aktiengesellschaft oder Vereine) oder öffentlichen (z. B. Gemeinden oder Kirchen) Körperschaften verfasst. Sie werden im Zusammenhang mit den Ergebnissen eines Audits erstellt und bilden die Schnittstelle dieses Audit-Systems mit der Öffentlichkeit.
Für jeden an dem System eines Unternehmens oder einer öffentlichen Körperschaft beteiligten Standort wird nach der ersten Umweltprüfung und nach jeder folgenden Betriebsprüfung oder nach jedem Betriebsprüfungszyklus eine Umwelterklärung erstellt.

## Inhalt
Eine Umwelterklärung soll nach einem in der EG-Öko-Audit-Verordnung beschriebenen Schema erstellt werden. Form und Umfang einer solchen Erklärung können dabei stark variieren. Jede Umwelterklärung enthält jedoch bestimmte Grundelemente und muss schriftlich veröffentlicht werden. Diese Grundelemente umfassen insbesondere Darstellungen:
1. Beschreibung der Tätigkeiten des Unternehmens am betreffenden Standort;
2. Beurteilung aller wichtigen Umweltfragen im Zusammenhang mit den betreffenden Tätigkeiten;
3. Umweltbilanz, das bedeutet Zusammenfassung der Zahlenangaben über Schadstoffemissionen, Abfallaufkommen, Rohstoff-, Energie- und Wasserverbrauch und andere bedeutsame umweltrelevante Aspekte;
4. Sonstige Faktoren, die den betrieblichen Umweltschutz betreffen;
5. Darstellung der Umweltpolitik, des Umweltprogramms und des Umweltmanagementsystems des Unternehmens für den betreffenden Standort;
6. Termin für die Vorlage der nächsten Umwelterklärung;
7. Namen des zugelassenen Umweltgutachters.

## Nutzen für Unternehmen
Umwelterklärungen bieten einer privaten oder öffentlichen Organisation die Möglichkeit, sich positiv und umweltfreundlich darzustellen. Sie dienen dazu, die Bemühungen einer Organisation um den Umweltschutz transparent für deren Kundenkreis zu machen und sich positiv von den Mitbewerbern abzuheben. Oft führt die genaue Analyse der Umweltauswirkungen auch zu einer Kosteneinsparung, da erkannt wird, in welchen Bereichen Optimierungspotenzial vorhanden ist, wo und wie also beispielsweise sorgsamer und effizienter mit Rohstoffen und Energieträgern umgegangen werden kann.

## Nutzen für Private
Für den Bürger wird eine gewisse Transparenz hinsichtlich der Umweltauswirkungen und Umweltschutzbemühungen des Unternehmens erreicht.
Es wird ein Überblick über die Umweltauswirkungen in der Umweltbilanz geschaffen und öffentlich dargestellt und eine Bereitschaft zum Umwelthandeln sichtbar. Dadurch lassen sich Ansprüche an das Unternehmen zur Reduktion seiner Emissionen durch Stakeholder leichter und direkter stellen. Insgesamt besteht der Nutzen in einer offenen Unternehmenskommunikation.

## Beispiele
Ein praktisches Beispiel für eine Umwelterklärung ist die Umwelterklärung des Amtes für Stadtentwässerung der Stadt Köln. In ihr wird gezeigt, wie sich diese Organisation um den Umweltschutz bemüht. Hier ein Auszug daraus:
- Effektive Verfahrenstechnik nach dem neuesten Stand der Technik ermöglicht eine geringe Schmutzfracht im Anlagenauslauf der Abwasserreinigungsanlage. Hierdurch kann Abwasserreinigung auf hohem Niveau zu konkurrenzfähigen Preisen umgesetzt werden. Gleichzeitig wird die Belastung der Gewässer gering gehalten.
- Der in der Anlage anfallende Klärschlamm kann durch seine gute Qualität mit Schadstoffwerten, die deutlich unterhalb der Grenzwerte liegen, landwirtschaftlich genutzt werden und wird somit sinnvoll verwertet.
- Durch die Produktion energiereichen Klärgases mit Klärschlamm können 50 % des Strombedarfs der Anlagen und 100 % des Wärmebedarfs gedeckt werden.
- Große Teile der nicht intern verwerteten organischen Rückstände werden thermisch zur Energieerzeugung verwendet, während die mineralischen Rückstände aus den Sandfängen der Anlagen z. B. zum Kanalbau eingesetzt werden.
- Die Geruchsbelästigung durch die Anlagen wird durch ständige Überwachung und, falls nötig, durch den Einsatz geruchshemmender Zusatzstoffe auf ein Minimum reduziert

Dieses sind nur einige Beispiele dafür, wie sich die in einer Umwelterklärung veröffentlichten Fakten positiv auf das Image eines Unternehmens auswirken können und gleichzeitig dem Kunden einen besseren Einblick in die Arbeitsweise einer Organisation ermöglichen.
Bereits 1996 hatte die Lufthansa Leitlinien zur Umweltvorsorge beschlossen, die für alle Mitarbeiter und Konzernstandorte verbindlich waren. In der Berichterstattung werden der Treibstoffverbrauch und die Emissionen dargestellt. Die Veröffentlichung zeigt, dass die Entwicklung über die Jahre auch die wirtschaftlichen Einflüsse widerspiegelt. Umweltziele und Maßnahmen sind jedoch sehr kurz dargestellt. Laut den im Jahre 2008 vorgestellten Perspektiven will die Lufthansa gegenüber dem Jahr 2006 ihren spezifischen CO2-Ausstoß um 25 Prozent bis 2020 senken.

## Kritik
Da die Teilnahme am Umweltaudit-System freiwillig ist, gibt es Einschränkungen bei dem Vergleich und der Beurteilung von Unternehmen. Nur bei genehmigungspflichtigen Anlagen im Sinne des Bundes-Immissionsschutzgesetzes ist eine Verbindlichkeit gegeben, sofern die Vorlage oder das Erstellen einer Umwelterklärung Bestandteil der Genehmigung ist. Bei grenzüberschreitenden Umweltauswirkungen und mehreren Standorten eines Unternehmens – insbesondere bei internationalen Konzernen – gestaltet sich die räumliche Abgrenzung sehr schwierig.